# Козлиничі (Ковельський район)
Козлиничі — село в Україні, у Поворській сільській громаді Ковельського району Волинської області. Населення становить 506 осіб.

## Географія
Через село проходить автошлях європейського значення E373, що з'єднує Київ з Любліном, в межах України траса має назву М07, ділянка Сарни — Ковель.

## Історія
Питання історії села Козлиничі Ковельського району Волинської області є малодослідженим. Є лише декілька історичних праць, у яких згадуються окремі факти з історії даного населеного пункту.
Козлиничі — центр сільської ради; розташоване за 33 км на схід від районного центру Ковеля і за 2 км від залізничної станції Грив'ятки. Як стверджують місцеві краєзнавці, село розташоване в одній з найвищих точок Ковельського району.
В історичних джерелах початку XX ст. с. Козлиничі відноситься до Повурської волості, зазначається, що воно розташоване на рівній місцевості, на відстані 314 верст від Житомира, від Ковеля — найближчої залізничної та телеграфної станції — 23 версти, поштової станції Мельниця — 10, найближчого приходу с. Повурська — 6, с. Пісочне — 3 версти. Місцевість, яка оточувала село, була лісистою. Найбільші дубові діброви розташовувалися на південному сході села. Розложисті дуби та білокорі берези росли на всій території від Козлинич до с. Пісочне. У цій стороні щедрими були і сінокоси. Якщо скошена трава лежала більше тижня, то заростала повністю. На північному сході росли кущі лози, вільха. Місцями були непрохідні купинясті болота. На болоті траву скошували влітку, а готове сіно возили тільки взимку після повного замерзання. На захід від села простягалися великі листяні ліси. Отже, у такій місцевості водилося багато лісових звірів, особливо диких кіз. Ймовірно, саме від цього походить назва села Козлиничі. Підтвердження цієї думки можна знайти на сторінках «Атласу історії культури Волинської області», упорядники якого відносять топонім «Козлиничі» до топонімів тваринного походження, наголошуючи на важливості подібних назв для вивчення історії фауни. Інша версія, згідно з переказами, стверджує, що в дуже давні часи в дану місцевість любив приїжджати вельможний пан на полювання козуль, що, зрештою, послугувало для назви села.
Перша згадка про Козлиничі належить до 1545 р. Село згадується як королівський маєток («имение господарское»). На початку XXІ ст. село входило до складу Мельницької волості. В описі Луцького замку від 1545 р. сказано, що на побудову мосту окружного замку «дерево дают и возят из Мельницкой волости люди господарские по имени Козлиничи». Нижче в тому ж описі вказується, що осі й колеса під 10 замкових гармат повинні були бути доставлені з села Козлиничі, звідти ж повинні возити камінь на ядра. У цьому описі можна прочитати про те, що в селі є 5 службових дворищ, у яких поселені замкові слуги, що несуть кінну службу. Шосте дворище — конюшня, у якій повинні виконувати так звану конюшну (стаєнну) службу, доглядаючи за кіньми королівської стайні. На території села в ті часи було ще 10 податкових дворищ, у яких люди повинні виконувати службу з волом, з сокирою, з косою від святого Миколи до святого Дмитра. Вони йдуть на господарський двір виконувати наступні роботи: возити дерево, косити сіно і будувати будинки, худобу з королівського двору « Красного виганяють і зобов'язані її годувати від святого Дмитра до торгу, який буває на Красному за тиждень перед Паскою. Як говорили в ті часи, це було введено при князеві Костянтинові Івановичу Острозькому. Цей князь, будучи державцем волості Козлиницької, випросив (в короля) для себе село Поворськ, а друге село Пісочне випросив для одного старозаконника (ймовірно, єврея).
5 травня 1541 р. при продажі Пісочненського маєтку князю Ф. А. Сангушку необхідно було визначити його межі. В записах того часу згадується „козлинський“ старець на ім'я Остап Свиридович з іншими „козлинськими“ людьми (Іван Дурка, Кац Яшко Маркович, Гринець Супрунович, Тимош Бикович, Малей Палило, Рац Солничич), які підтверджували кордони між селами, враховуючи урочища, дворища та броди.
На 1545 р. ці села держав князь староста Володимирський Федір Андрійович Сангушко.
Звідси видно, що королівське село Козлиничі на початку XVI ст. було у володінні князя Костянтина Івановича Острозького — великого гетьмана Литовського, а потім, близько половини 16 ст., перейшло у володіння князя Федора Сангушка — старости Володимирського і маршалка Волинської землі. Обидва володарі рахувались тільки „держателями“ королівського села. В 1577 р. платили з Козлинич від „27 димів на підворках, 6 город, а в 1583 р. від 24 димів і 6 город“.
Острозький Костянтин Іванович (бл. 1460—1530) — брацлавський і луцький староста, маршалок волинський, київський воєвода. Воював проти татар і Московського царства. Брав участь у литовсько-московських війнах 1500—1503 і 1507—1508 рр. 1501 і 1512 рр. козацькі загони, очолювані Острозьким, здійснили вдалі походи проти кримських татар, які здійснювали грабіжницькі походи на південноукраїнські землі. 8 вересня 1514 р. розгромив московське військо під Оршею. Похований у Києво-Печерській лаврі.
Сангушки — волинський князівський рід, які вели свій родовід князя Ольгерда і відносились до вузького кола „головних княжат“ та входили до Великої ради русько-литовської держави. Крім Сангушків, сюди ж входили і князі Острозькі, Заславські та інші. В другій половині XVI століття родину Сангушків прославив князь Роман Федорович — „улюбленець короля Сигізмунда Августа“, польний гетьман литовський. Блискучий полководець часів Лівонської війни, він декілька разів громив російські війська, захопивши в полон немало ворожих воєвод. В 1569 р. Роман Сангушко був присутнім на Люблінському сеймі, котрий юридично закріпив створення об'єднаної польсько-литовської держави — Речі Посполитої.
Село Козлиничі разом з селами Брюховинами та Голобами адміністративно належали до Луцького замку, але прибутками з них користувалась королева Бона. Це видно з акта від 29 вересня 1544 р., у якому вона віддає старості Луцькому князю Андрію Михайловичу Сангушку і його спадкоємцям доходи з війтства Луцького, а взамін бере собі доходи з маєтків Брюхович, Козлинич і Голоб.
Бона Сфорца д'Араґона (2 лютого 1494 — 19 листопада 1557) — дружина Сигізмунда І Старого, польська королева, за походженням міланська герцогиня, неаполітанська принцеса, дочка міланського герцога Джан Галеаццо Сфорца та Ізабели Арагонської.
У 1566 р. великий князь видав привілей господарському дворянину Фронцку Фальчевському на села Луцького ключа Чернче-Городок із присілком Малевичами, Колок, Радуні, Двої, Козлиничі та Бруховичі, дані під заставу у сумі 4 тис. кіп грошів до часу сплати боргу, мотивуючи потребу у грошах тим, що «ку потребе нашой пильной господарской и земской часу вальки з неприятелемъ нашимъ великимъ княземъ московскимъ в року прошломъ тисечном пятсотном шестьдесятомъ взяли есьми обычаемъ позычонымъ»
У XVII ст. село належало князям Заславським, складаючи їхню власність („маетность дедичную“). 14 квітня 1622 р. генеральний возний Волинського воєводства Кирило Островський доніс в Луцький замок про те, що він був в Козлиничах, що належали князю Юрію Янушевичу Заславському, і пересвідчився, що внаслідок гноблення і пограбування селян з боку підсудка Хелмського Фрідріха Підгороденського, селяни разом з сім'ями і майном пішли з села, село опустіло. В документах згадуються 32 домохазяїна, які втекли з села з жінками, дітьми, худобою та всім нажитим майном через великі податки, тяжку працю і знущання (зокрема, Данило, син Харитона, Саць Силазкович, Мох і т. д.).
Згідно з умовами III поділу Польщі в 1795 році село Козлиничі відійшло до складу Російської імперії.
Під час Вітчизняної війни 1812 року Ковельський повіт опинився в театрі воєнних дій правого» флангу французької армії. Влітку ворожі корпуси під командуванням Реньє і Шварценберга окупували Ковельщину (в тому числі с. Козлиничі) і через наші землі вирушили далі.
У другій половині XIX ст. основним заняттям населення було землеробство. У зв'язку з тим, що внаслідок природних умов мало ґрунтів розорювалось, значного розвитку набрало тваринництво. Значна увага приділялась розвитку городництва, бджільництва. Певну підсобну роль у селянському бюджеті відігравало полювання, збирання грибів, ягід, лікарських трав. Вони, використовувалися не тільки для власного споживання, а й продавалися на" ярмарках в Поворську, Мельниці, Ковелі. Але прибутки від власного господарства, були мізерні і люди змушені були шукати заробітків. "Найчастіше селяни йшли на лісові роботи, де займалися заготівлею і вивезенням лісу, виробляли дьоготь, скипидар. Для забезпечення своєї сім'ї одягом повсюдно займались вирощуванням, льону і конопель, виготовленням волокна і пряжі. Майже у кожній хаті стояв, ткацький верстат для виготовлення грубого полотна, сукна, ряден, мішковини тощо. Цією роботою були зайняті всі жінки.
Постійна необхідність селянина у взутті, господарському посуді, знаряддях праці, будівництві житлових приміщень і підсобних споруд спонукала до розвитку різних ремесел. Найпоширенішими з них були: бондарство, гончарство, столярство, обробка шкіри, лозоплетіння, ковальство. Продукція сільських ремісників, у першу чергу, використовувалась у власному господарстві, лишки продавались на місцевих ярмарках, обмінювались на продукти харчування, збувались скупникам. В кінці XIX — на початку XX ст. село належало мировому судді М. Г. Скорнякову. Тоді ж почалось переселення людей на хутори. На кожен хутір відводилось по 14 десятин землі з виплатою на 55 років. За земельні наділи селяни змушені були відроблювати на різних роботах. Помістя пана Скорнякова («Шкурнякова») було розташоване на території сучасного саду, яке складалося з житлового будинку, господарських споруд та місця для відпочинку. Пан володів всіма окружними землями.
В роки Першої світової війни (1914—1918 рр.) люди села зазнали великого лиха. Було мобілізовано близько 60 % чоловічого працездатного населення, забрано у населення більшу частину коней, конфісковано корів, свиней, овець. У 1915 році австро-німецькі війська захопили всю навколишню територію. Лінія фронту проходила по річці Стохід, зовсім поблизу села. Село зазнало великих руйнувань, частина населення загинула. Вороже військо зупинилося у сусідньому селі Луківка. Окупанти зруйнували багато житлових і господарських будівель, пограбували населення. Люди, які втратили житло, влаштовувались у землянках по 3-4 сім'ї. Було багато біженців. Населення змушене було виконувати повинності, такі як підводна, шляхова, окопна і т. д. На лінії фронту велись запеклі бої. Внаслідок воєнних дій зменшились посівні площі, відбувалося розорення селянських господарств. Селяни були приречені на злидні і голод. Деякі з них йшли на заробітки в південні губернії.
Жовтневий переворот більшовиків та його вплив на події в нашому селі в наявній історичній літературі майже не показано і, по суті, ці сторінки історії села спираються лише на спогади старожилів.
Згідно з Ризьким договором 18 березня 1921 року, Західна Волинь (в тому числі село Козлиничі) відійшли до складу Польщі. За часів Польщі (1921—1939 рр.) на селі проводилася революційна пропаганда організацією «Сельробєдність», яка перебувала під впливом КПЗУ. На початку 30-х років виник підпільний осередок КПЗУ, який очолювали І. І. Мишко, А. Ф. Шемейко.
У 20-30-ті рр. XX ст. в селі Козлиничі діяла філія культурно-освітнього товариства «Просвіта» Ковельського повіту, але рік її відкриття не встановлено. У 20-х рр. на околицях села були побудовані вітряки.
З приходом радянської влади в 1939 р. почали створюватися нові органи влади. На початку грудня 1939 р. було утворено сільську Раду, а 15 грудня відбулися вибори до Рад. Головою сільської Ради було обрано Вовчика Андрія. Згодом почали створюватися колгоспи, у кожному селі — окремий:
- В с. Шкурат — колгосп імені Чапаєва, перший голова колгоспу — Войтюк Микола Григорович;
- В с. Луківка — колгосп «Перемога», перший голова колгоспу — Сичук Йосип Йович;
- В с. Грив'ятки — колгосп «Комунар», перший голова колгоспу — Каштелян Адам Терентійович.

Люди з хуторів примусово перевозились в село. По-новому відбувся поділ землі. Всю землю було вилучено від селян і передано до колгоспів. Для людей, які йшли в колгосп, наділялася присадибна ділянка 0,25 га. Робітники землі не отримували.
Перша контора «колгоспу знаходилася в будівлі панського маєтку в саду. Колгоспна канцелярія була розташована в хаті священика Друбоцького, яка стояла на місці сучасного КЗСу. Майна в колгоспі було дуже мало. Від селянських господарств були вилучені коні, вози, зерно та ін.
Німецько-радянська війна стала великим горем для всього населення села. Багато родин змушені були виїхати. Деякі жителі були вбиті нацистами лише через те, що йшли назустріч. Та були й такі, які не скорилися і брали активну участь у підпільній та партизанській боротьбі. Про це відмічають автори „Історії Волині“. У сусідньому селі Повурськ (нинішня назва — Поворськ) діяла підпільна група, яку очолював П. Х. Самчук. Він налагодив зв'язки і активістами в нашому селі. В травні 1942 р. з числа цих людей було створено партизанський загін.
Про Бабин Яр та Голокост в роки Німецько-радянської війни знає кожен школяр. Свій Бабин Яр має і село Козлиничі.
Чорне крило війни торкнулося багатьох родин Ковельщини — мешканців міста і села. Невинними жертвами її стали громадяни єврейської національності, які проживали на території нашого краю, зокрема, у селі Козлиничах (на Волині протягом століть існувала єврейська община). Після початку війни нацисти розпочали тотальну ліквідацію євреїв. Козлиничівці чим могли допомагали єврейським сім'ям, зокрема, переховували їх від гітлерівців, відправляючи до своїх родичів на віддалені хутори. Влітку 1943 року рано-вранці нацисти почали зганяти єврейські сім'ї до рву в урочищі „Соснина“. Нелюди вибрали саме це віддалене місце з тим, щоб ніхто із жителів села його не знайшов. Тут було вбито 14 сімей єврейської національності, у яких налічувалося 67 чоловік.
Про ці страшні дні ще раз нагадав траурний мітинг 14 серпня 2005 року в урочищі „Соснина“ на території Козлиничівської сільради, присвячений встановленню Пам'ятного знака громадянам єврейської національності.
Звільнення села Козлиничі від німецько-нацистських загарбників відбулося 23 лютого 1944 року.
В роки II світової війни в бойових діях брали участь 108 наших односельчан, з них 98 загинуло. Крім цього, у роки війни загинуло 33 чол., з числа мирного населення.
В післявоєнний час на території села Козлиничі було створено колгосп імені Леніна, який згодом було перейменовано в колгосп „Заповіт Ілліча“. Село в ті роки відносилося до Маневицького району. Продовжувалася політика переселення з хуторів в село. Від хутірських поселень залишилися тільки урочища. Навколо с. Козлиничі, по обидві сторони траси Варшава — Київ, знаходяться такі урочища: Пісоченщина (близько с. Пісочне);
Млин (місце, де стояв вітряк);
Висока Гора;
Бобрівник (місце, де водилися бобри);
Берестовець (росло багато беріз); Плесо;
Клин;
Долина;
Стаї;
Сиділна;
Поперечна (поперек від дороги поділені сінокоси); Поздовжня (поділ ділянок сінокосу поздовж);
Крива (біля кривого рову); Мислотин;
Надатки (додавали ділянки сінокосу);
Панське (землі панів);
Мужицьке (землі селян);
Грибовка (лісиста місцевість, де росло багато грибів); Політок;
Вовковець (росла велика лоза і водилися вовки);
Пастовень (випасали худобу);
Рокита (місце, поросле рокитою).
В післявоєнний час на полях і фермах всі роботи виконували вручну. В 50-х рр. появилися перші механізми: кінна косарка, машина для обмолоту хліба, гребалка, сівалка. Пізніше появився трактор, машина — полуторка. Першим шофером машини був Літвінчук Кузьма, другим — Затинний Володимир.
У 70 −80- ті роки — Козлиничі є центром сільської ради, якій підпорядковані села Грив'ятки, Луківка, Шкурат. У Козлиничах була розташована і центральна садиба колгоспу „Заповіт Ілліча“, який мав 5289 га землі, у тому числі орної — 2034 га. Господарство спеціалізувалося на вирощуванні зернових культур (нормативна врожайність становила 18 центнерів з гектара), цукрових буряків, льону (молодіжна ланка виборола перехідний приз — кубок Волинського обкому ЛКСМУ Героя Соціалістичної праці Степана Калинюка в змаганні по вирощуванні льону), картоплі. Тваринництво в той час мало м'ясо — молочний напрямок, машинно-тракторний парк колгоспу був передовим у районі. Тут була добре обладнана ремонтна майстерня, налічувалося 29 тракторів, 8 комбайнів, 10 автомашин, які обслуговувалися висококваліфікованими кадрами механізаторів. За вирощування високих врожаїв ланкових М. Н. Бабич нагороджено орденом Леніна, Н. М. Кручок — орденом Трудового Червоного Прапора.
У селі в той час працювали восьмирічна школа, бібліотека, клуб. За післявоєнні роки тут було споруджено 190 житлових будинків.
В різні роки головами господарства були:
-І, княгині Ольги III ступеня, який отримала з рук Президента України Леоніда Кучми в Марийському палаці.
Господарство не стоїть осторонь турбот сільської.громади. Під його опікою — загальноосвітня і дві початкові школи, будинок культури, два клуби, ФАПи в усіх селах, відчутною є допомога місцевому храму.
„Ні, не забути нам — завжди палатиме Вічною славою й Вічним вогнем
Подвиг, освячений битвами ратними І переможним омріяним днем“.
Ці слова відомого волинського поета Олександра Богачука стали лейтмотивом районного свята, що відбулося в сільському будинку культури з нагоди Дня захисника Вітчизни та 60 — річчя визволення с. Козлиничі 23 лютого 2004 р. У фоє було організована невелика фотовиставка. З портретів дивилися знайомі ветерани війни, на долю яких випали нелегкі випробування. Під світлинами можна було побачити прізвища: Василь Богун, Михайло Василюк, Григорій Орищин, Степан Жила, Микола Калюжний, Арсентій Літвінчук, Василь Миронюк та ін. Зал будинку культури вщерть заповнили місцеві жителі, ветерани, які відбудовували зруйноване війною село, солдатські вдови, гості, які прибули сюди, щоб розділити радість свята.
Подвиги учасників минулої війни були продовжені і в наші мирні дні. Історія пам'ятає ще одну війну, у якій воювали дві держави — колишній Радянський Союз і Афганістан. Афганська війна була особливою. Ця особливість полягала в тому, що у ній брали участь зовсім юні — 19-20-річні солдати. Тільки з Волині в складі радянських військ проходили службу в Афганістані 2330 чоловік, з яких 70 загинули, 3 пропали безвісти, 110 повернулися додому інвалідами. Серед цих 70-(ти є прізвище Сергія Оксенюка, жителя села Козлиничі, колишнього учня Козлиничівської загальноосвітньої школи. Саме про нього щороку 15 лютого звучать слова пам'яті на загальношкільній лінійці, саме до його могили щороку йдуть учні місцевої школи, щоб покласти вінок та згадати солдата — героя.
7 червня 2007 р. у селі працювала етнографічна експедиція інституту мистецтвознавства, фольклористики та етнології ім. М. Т. Рильського НАН України у складі 7 чоловік, під керівництвом Артюх Лідії Федорівни. Члени експедиції знайомились з культурою та побутом населення, вивчали експозиції та фонди шкільної музейної кімнати, опитували старожилів (зокрема, Парат Ганну Василівну), фотографували об'єкти культури та побуту (особливу цінність становила найстаріша будівля в селі — хата Басалко Нати, яка була збудована в кінці XIX — на початку XX ст.).
Мабуть, у кожному куточку Землі знайдуться талановиті люди, неординарні особистості. Такі є й у нашому селі. Звичайно, не про кожного напишуть у газеті чи у книжці. Але є й знані на весь Волинський край.
Войтович Володимир Іванович — голова Волинської обласної ради. Народився 21 квітня 1954 р. в селі Козлиничі в сім'ї колгоспників. З 1961 р.» по 1969 р. навчався в Козлиничівській восьмирічній школі, продовжив навчання у Поворській середній школі, яку закінчив 1971 р. Після закінчення школи став студентом філологічного факультету Луцького педагогічного інституту ім. Лесі Українки, який закінчив 1975 р. Працював вчителем української мови та літератури, директором шкіл Маневицького та Рожищенського районів, завідувачем Рожищенським районним відділом освіти. З 2003 р. — голова Рожищенської РДА, з 2005 р. працював в управлінні освіти і науки Волинської ОДА, з 2007 — в управлінні з питань внутрішньої політики та зв'язків з громадськістю Волинської ОДА.
Нагороджений нагрудним знаком «Відмінник народної освіти УРСР», знаком «Отличник просвещения СССР», знаком «Відмінник освіти».
Поліна Іванівна Климчук — директор СТзОВ «Заповіт», кавалер ордена княгині Ольги. Народилася 1 січня 1951 року в селі Козлиничі в сім'ї колгоспників. В селі ця сім'я була шанована, яку поважали за працьовитість, високий моральний дух. Мама довгий час працювала дояркою. Змалку батьки-хлібороби привчали доньку любити працю. Не раз доводилось дівчині разом з мамою ще до сходу сонця йти на ранкове доїння корів, передчасно пізнати нелегку дорослу працю.
Ще до школи вона самотужки навчилася читати і писати. Здобувала освіту в рідному селі. Закінчивши восьмирічку, навчання продовжила в Поворській середній школі. Які всі учні того часу була жовтенятком, піонером та комсомольцем. Вчилася сумлінно, була «хорошисткою». Найбільше її цікавила біологія та фізика, дуже любила тварин, багато уваги приділяла шкільній кролефермі. Активним у неї було й громадське шкільне життя. Учениця — ініціатор і безпосередній організатор та виконавець усіх класних й загальношкільних культурно — мистецьких заходів. Особливо любила співати. Завжди і в усьому мала свою думку.

## Населення
Згідно з переписом УРСР 1989 року чисельність наявного населення села становила 545 осіб, з яких 251 чоловік та 294 жінки.
За переписом населення України 2001 року в селі мешкало 495 осіб.

### Мова
Розподіл населення за рідною мовою за даними перепису 2001 року:
| Мова       | Відсоток |
| ---------- | -------- |
| українська | 99,80 %  |
| російська  | 0,20 %   |

## Пам'ятки
В селі розташована дерев'яна Хрестовоздвиженська церква, зведена у 1888 році. Охоронний номер — 172, згідно з рішенням № 76 від 3 квітня 1992 виконкому Волинської обласної ради.

## Видатні уродженці
- Войтович Володимир Іванович — Голова Волинської обласної ради.
- Овадюк Ігор Олександрович (1989—2022) — молодший сержант Збройних сил України, учасник російсько-української війни, що загинув у ході російського вторгнення в Україну в 2022 році.

## Галерея

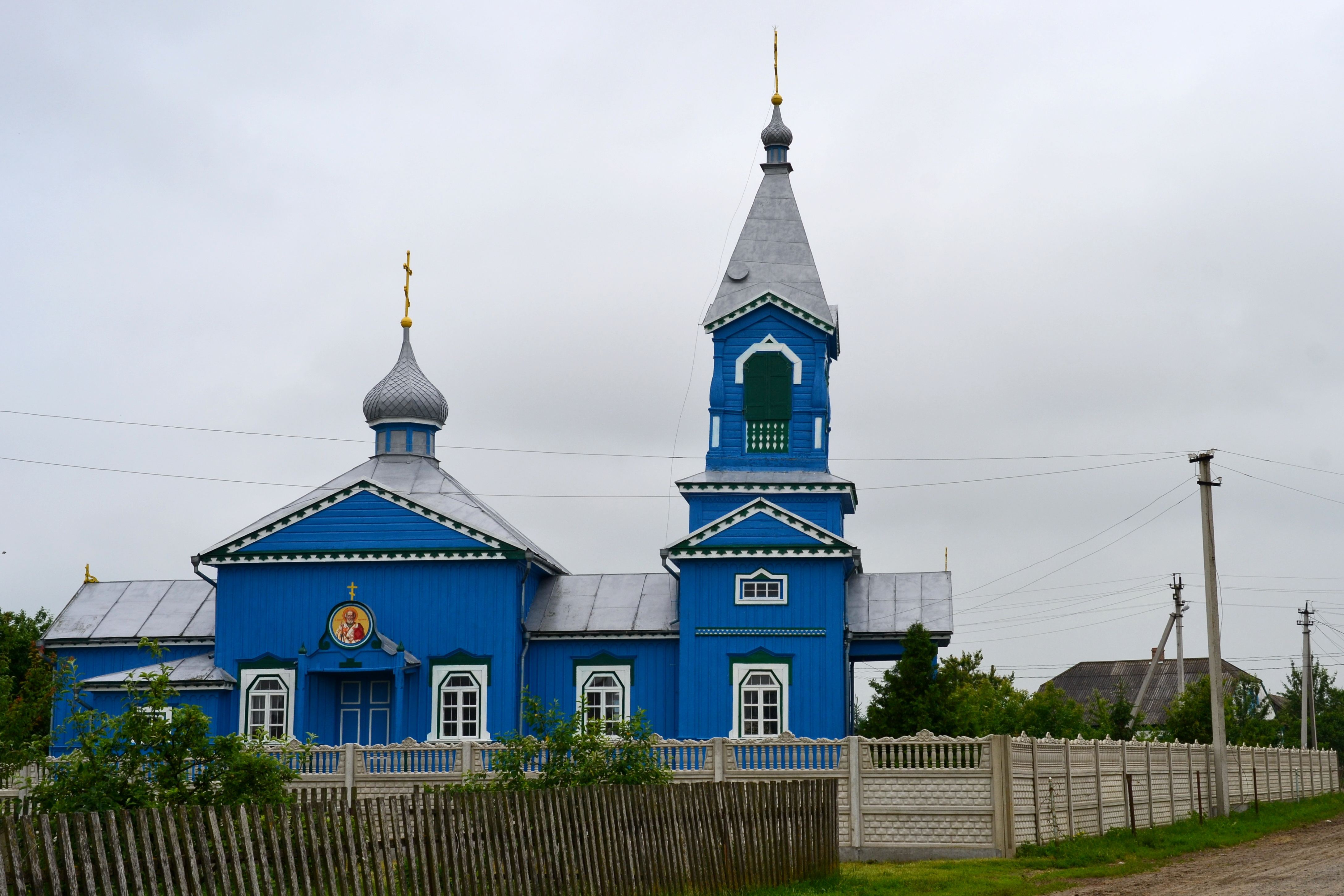
Хрестовоздвиженська церква (вигляд з півночі)
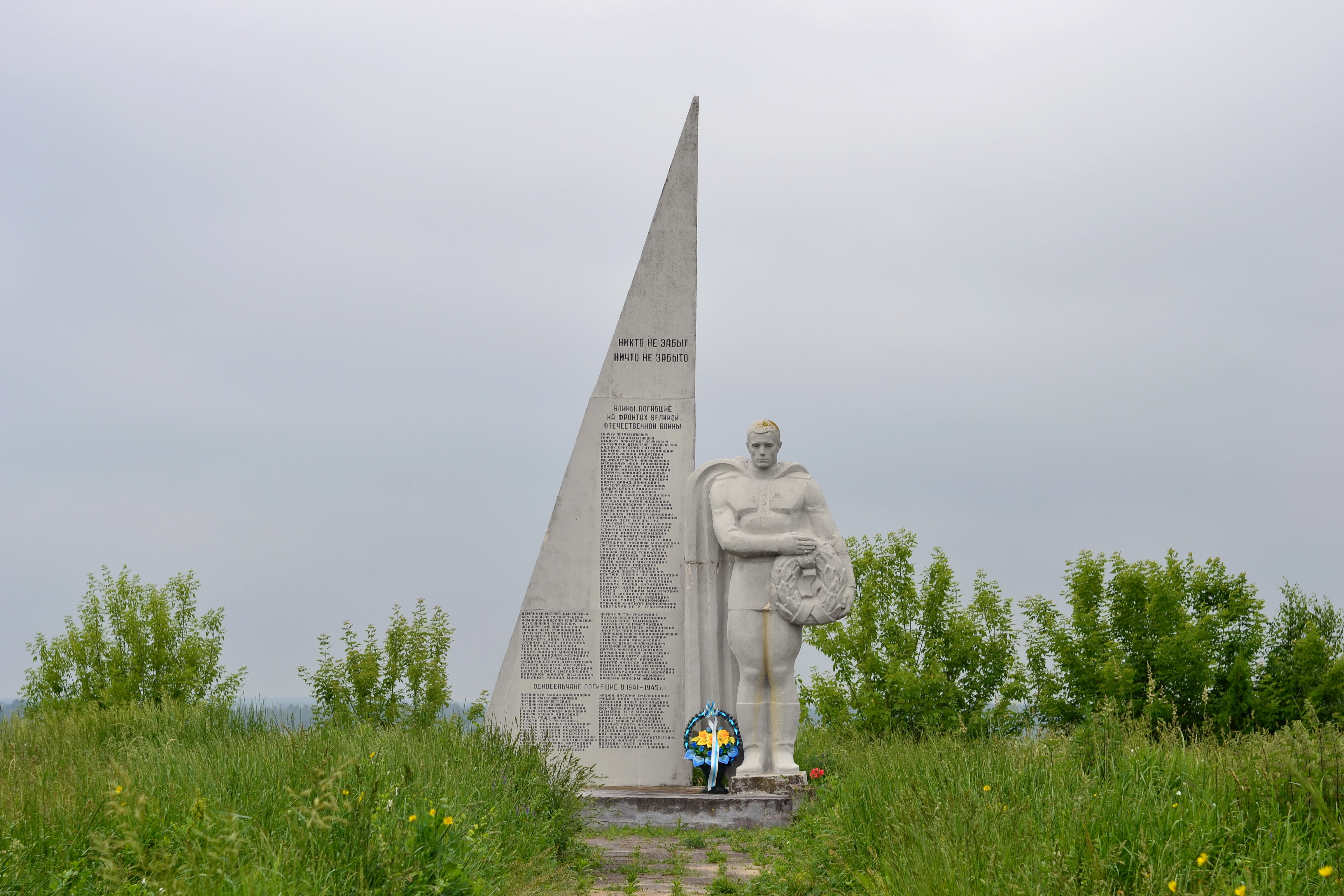
Пам'ятник землякам (навпроти школи)
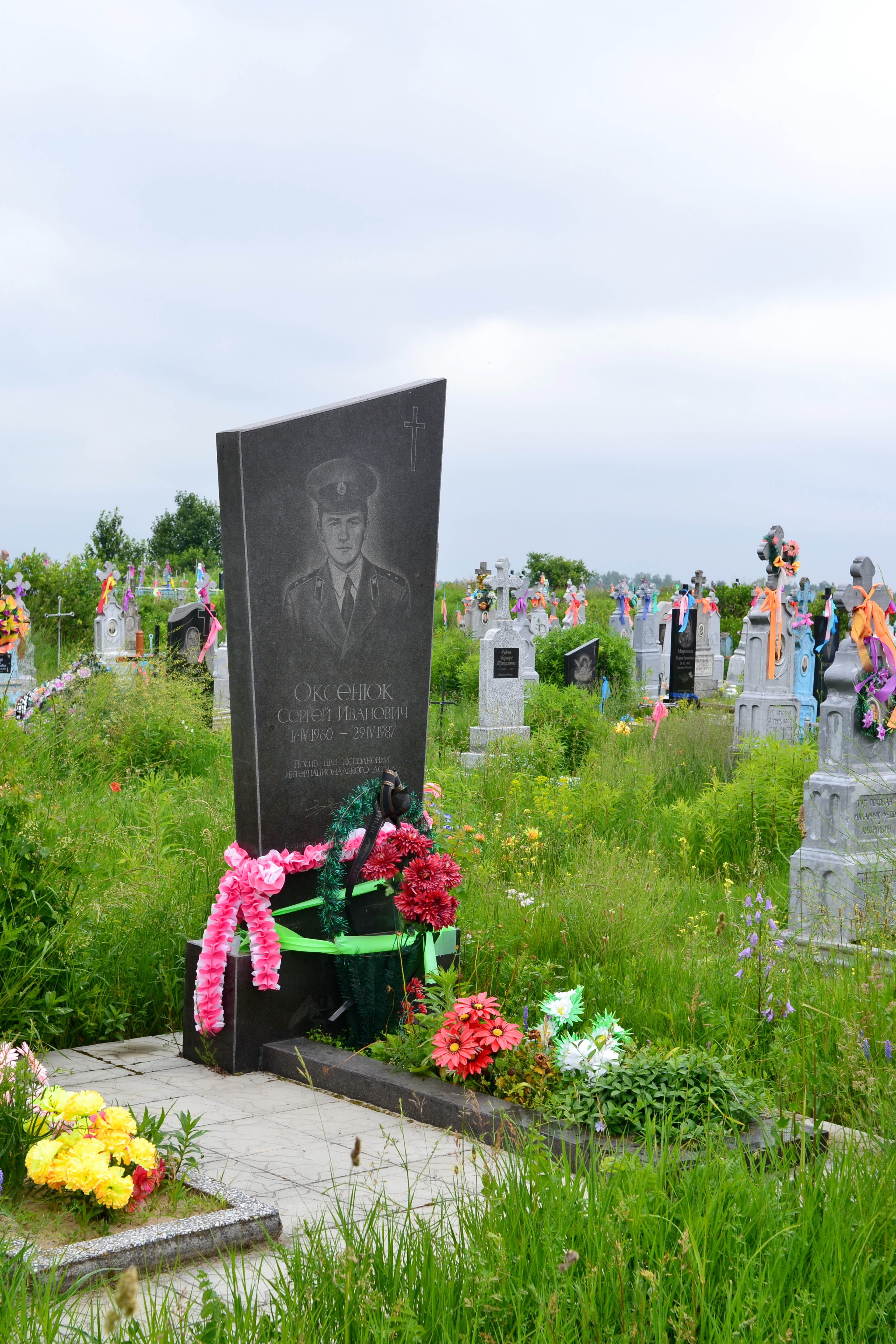
Могила воїна-афганця Оксенюка С. І. (на кладовищі)
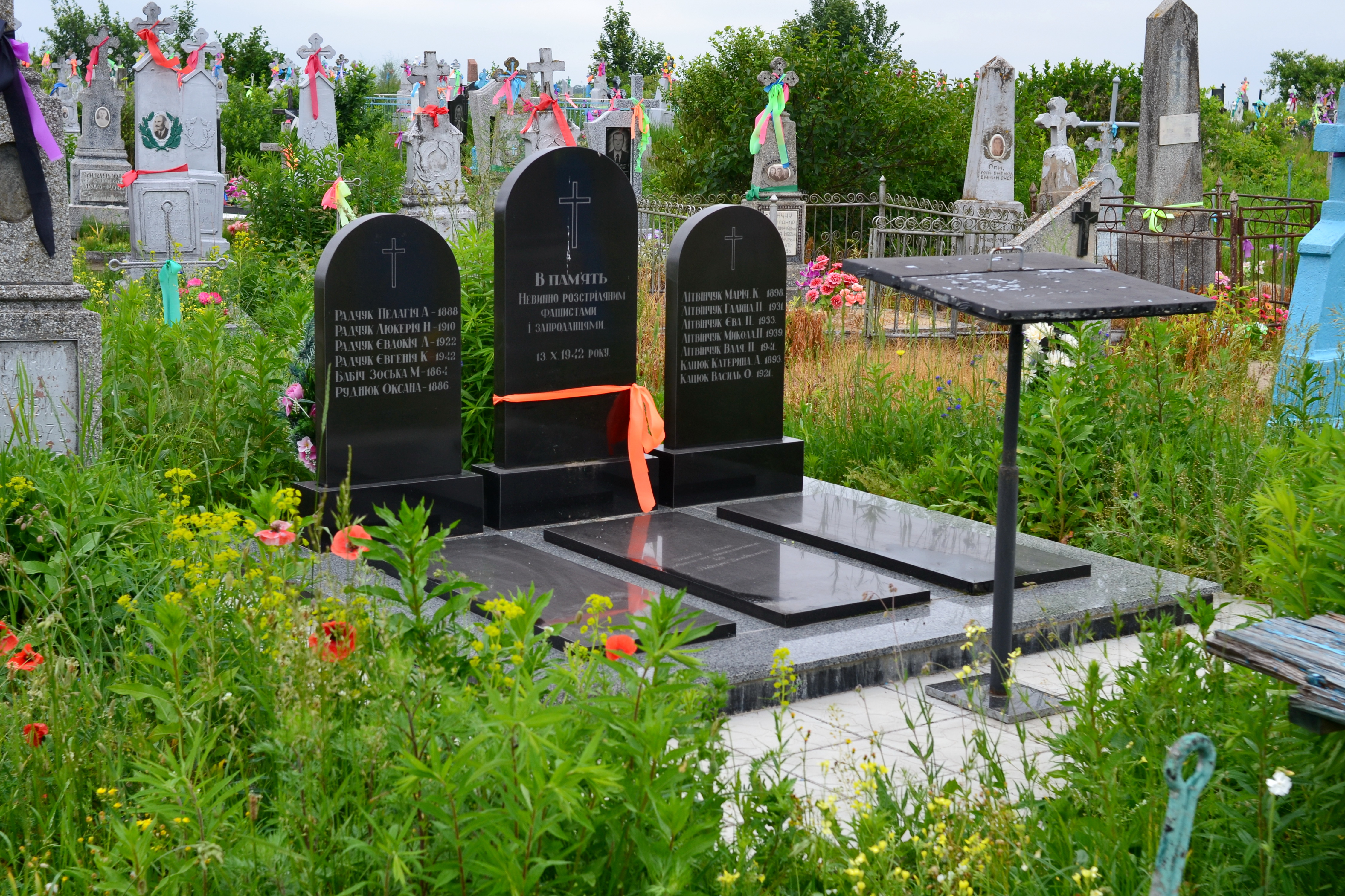
Могила братська земляків (на кладовищі)